# 학성중학교 (강원)
학성중학교(鶴城中學校)는 대한민국 강원특별자치도 원주시 일산동에 있는 공립 중학교이다.

## 학교 연혁
- 1956년 2월 7일 : 학성중학교 설립인가 (6학급)
- 1957년 1월 15일 : 제1대 김영한 교장 취임
- 1971년 9월 23일 : 원주농고와 분리
- 2023년 9월 1일 : 제29대 이종만 교장 취임
- 2024년 1월 4일 : 제66회 졸업식(59명, 총 졸업생수 21,738명)
- 2024년 3월 1일 : 12학급 인가(특수학급 포함)
- 2024년 3월 4일 : 입학식(4학급 111명)

## 참고 자료
- 학성중학교 - 한국교육학술정보원 학교알리미